# Ottaedro iperbolico

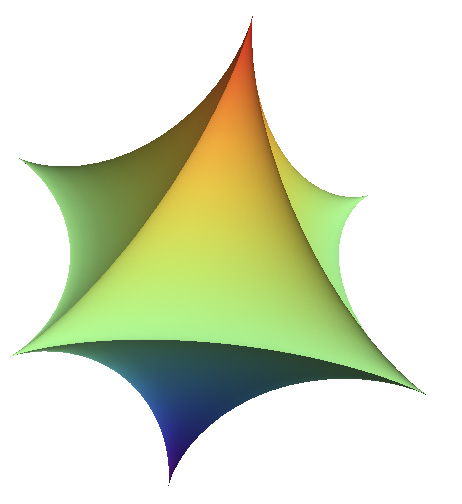
Ottaedro iperbolico.

L'ottaedro iperbolico è un poliedro iperbolico. È un caso particolare di ellissoide astroidale.

## Equazioni Parametriche
Le sue equazioni parametriche sono:
{\displaystyle x=\left(\cos \phi \cos \theta \right)^{3}}
{\displaystyle y=\left(\sin \phi \cos \theta \right)^{3}}
{\displaystyle z=\left(\sin \theta \right)^{3}}
con {\displaystyle -\pi /2\leq \phi <\pi /2{\mbox{,}}\quad -\pi \leq \theta <\pi }

## Equazione cartesiana
L'equazione cartesiana è:
{\displaystyle x^{2/3}+y^{2/3}+z^{2/3}=1{\frac {}{}}}

## Area
L'elemento infinitesimale di area è:
{\displaystyle dA=|\sin(\phi )||\sin(\theta )|\cos(\phi )\cos(\theta )^{4}{\sqrt {9-2\cos(4\phi )\cos(\theta )^{2}-7\cos(2\theta )}}d\phi d\theta }
da cui:
{\displaystyle A={\frac {17}{12}}\pi }

## Curvatura
La sua curvatura gaussiana è:
{\displaystyle K={\frac {{\text{sec}}(\theta )^{4}}{9\left({\text{cos}}(\phi )^{2}{\text{cos}}(\theta )^{2}{\text{sin}}(\phi )^{2}+{\text{sin}}(\theta )^{2}\right)^{2}}}}
La curvatura media, invece è
{\displaystyle H=({\frac {\left(-8\cos(4\phi )(3\cos(2\theta )-1)\cos ^{3}(\theta )+38\cos(\theta )-25\cos(3\theta )+3\cos(5\theta )\right)\sec ^{2}(\theta )\sin(\phi )\tan(\phi )\tan ^{2}(\theta )}{12\left(\left(-2\cos(4\phi )\cos ^{2}(\theta )-7\cos(2\theta )+9\right)\sin ^{2}(\phi )\sin ^{2}(\theta )\right)^{3/2}}}}.